# 家豬
家豬（学名：Sus scrofa domestica），通称猪，是野猪被人类驯化后所形成的亚种，属于哺乳动物纲偶蹄目全撰类猪科猪亚科猪属，古代也称其為「豕」、「豚」、「豵」等。家猪的獠牙較野猪短，是人類的家畜之一，目的是從豬身上取得豬肉、豬腳等食材。人類蓄養家豬的歷史相當悠久，不過至16世紀才被人类带入美洲，中國飼養的豬即是人類最早馴養的豬的直系後代。20世紀後期，家豬發展培育達到成熟。豢養區域，多為生產穀物或玉米的農產產地。
世界各地飼養家豬的方式多為圈養，例如台灣的畜豬業。20世紀中期以前，此地區家豬多食加熱過的廚餘或蕃薯葉，且為個別小規模畜養，不過現今以企業化大型經營為主，飼料部分也多改成專用飼料。根據世界糧食組織的統計，在2010年底，全世界家豬約為9.65亿頭。其中，中國大陸境內的家豬為4.76亿隻，佔總數49%，為全世界第一；第二名則為美國，為0.649亿隻。
在台灣部分地區，如客家地區及三峽清水祖師廟仍有神豬競賽活動，為地方社群傳統文化。

## 起源
家猪是人类驯化野猪而成。在100万年前野猪分化成欧洲野猪和亚洲野猪两支，并各自独立驯化。
考古学证据已发现家猪至少在两个地方独立驯化。在距今9000年左右的土耳其东南部的查耀努（Çayönü）等多个遗址发现了介于家养和野生的过渡态猪遗骸；在中国贾湖遗址、磁山遗址、跨湖桥遗址都出土了距今8,500年前的猪骨，已经具有较为明显的家猪特征。基于线粒体和核基因组系统发生学的研究认为，印度、欧洲、东南亚岛屿、泰国、缅甸也可能是家猪独立的驯化中心。但是也有不同意见认为遗传谱系上与当地野猪相似、与其他地方品种的血统分离并不意味着在当地发生了独立驯化。例如8000年前近东扩散至欧洲的家猪，3000年后血统已被歐洲当地的野猪替换，可能与二者生殖隔离小、迁入种群较小以及欧洲松散的家猪管理方式有关；东南亚岛屿作为大洋洲家猪的遗传来源地，虽然形成了独立的分支但是缺少考古学证据，有可能是外来家猪与当地野猪不断杂交导致的遗传替换。

## 生物学特征

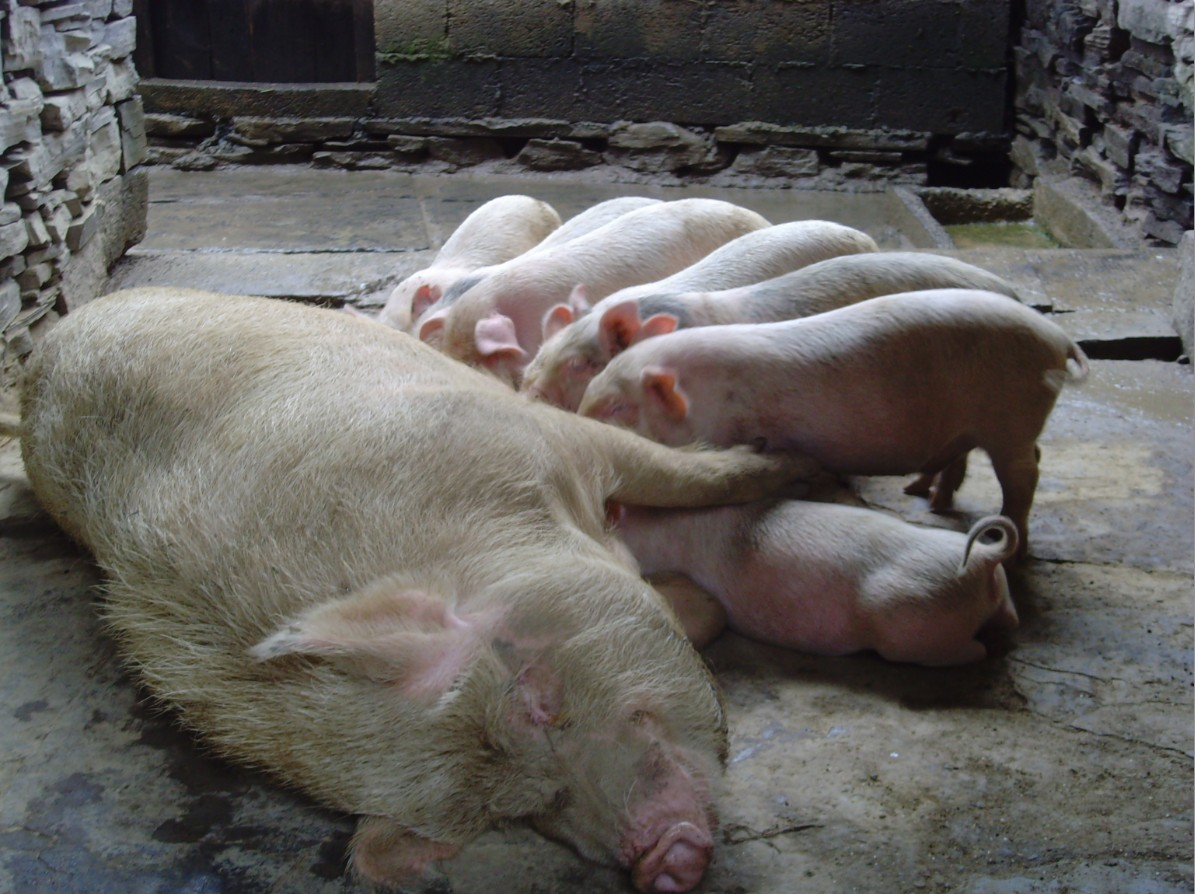
母猪與小猪在哺乳

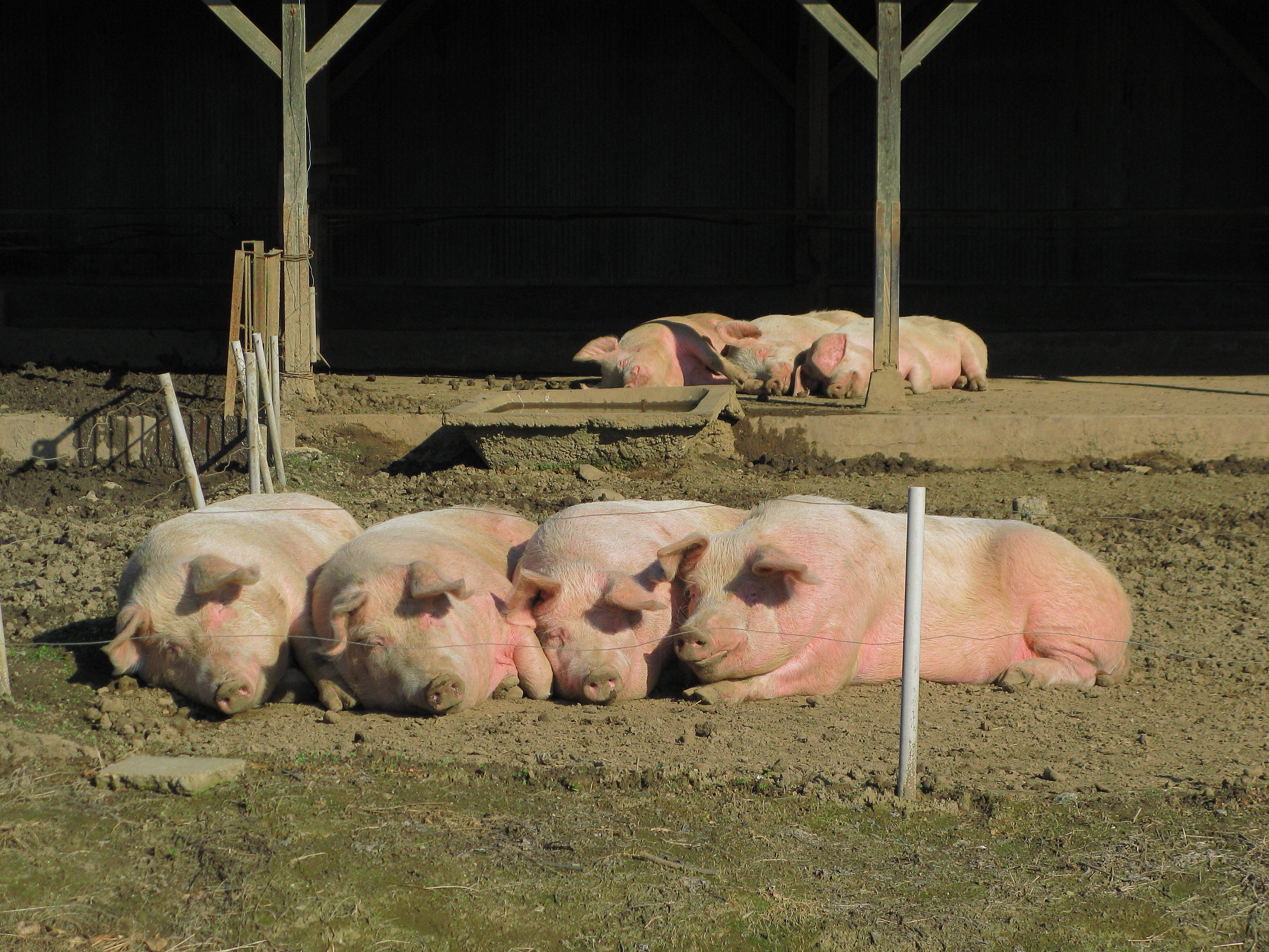
豬牧場

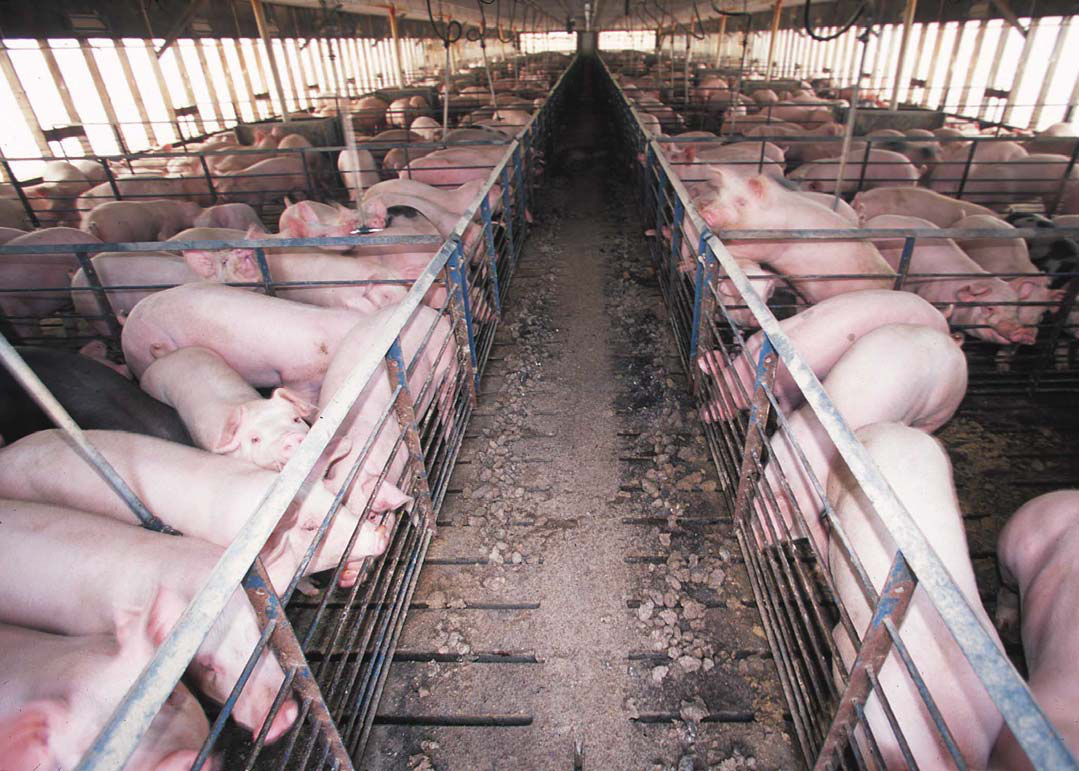
美国的某养猪场

家猪的染色体数量为19對38條。猪的毛色有很多种，白黑色，如白色、全黑色、白带猪、花猪、棕色或红色及污白毛等。毛色的不同主要由黑色素等一类物质所决定。
豬可以分為公豬和母豬。
豬體肥肢短，性温驯，适应力强，易饲养，繁殖快。猪出生后5-12个月可以配种，妊娠期约为114天左右（333记忆法，3个月3周零3天）。豬的平均寿命为15年，但一般養豬場的豬隻多在5個月時、90公斤左右宰殺供人食用，就算是農家兼養的餵餿水的豬，也頂多在一年左右就宰殺，所以食用的豬隻都算是小豬。
猪体表无汗腺，在腹部有类似汗腺的腺体，降低体温的主要方法是将泥巴涂满全身。
英國《每日郵報》稱豬的用途達185項——從糖果和洗髮水製造，到麵包、啤酒、子彈。
猪的行為和人或狗比較接近，和牛羊等動物有比較大的差別。猪的很多特性介於肉食性動物和偶蹄目動物之間。家猪一般會尋找同伴，和同伴蜷縮在一起，維持身體的接觸，但很少會自然的形成一大群。
豬和很多動物一樣，其實偏好乾淨，但由於人類養豬的方式導致豬圈往往很骯髒，豬也成了骯髒的代名詞之一；另外豬不如人類刻板印象中愚笨，一項研究認為豬的一些認知能力，堪比狗、大象、海豚、黑猩猩等刻板印象中的高智商動物。

## 繁殖与育种
家猪的繁殖主要通过自然交配和人工授精的方式进行。

### 家豬的品種
豬隻的馴養，一般認為是全球各地分別將當地野豬馴化，經過長達數千年歷史的雜交，豬隻品系繁多，光中國就有數十種。十八世紀，歐洲人引進中國豬品系至歐陸，與當地野豬馴化後裔交配，培養出高換肉率的現代肉豬，成為世界主流肉豬品種，佔台灣豬隻95%以上的白豬，就屬此一系列。
目前，全世界范围有超过400个猪种。其中，中国大陆拥有地方猪品种64个，为各国之首。包括：
- 地方品种
  - 华北型：东北民猪、西北八眉猪、黄淮海黑猪、汉江黑猪、沂蒙黑猪
  - 华南型：两广小花猪、粤东黑猪、海南猪、滇南小耳猪、蓝塘猪、香猪、隆林猪、槐猪、五指山猪
  - 华中型：宁乡猪、华中两头乌猪、湘西黑猪、大围子猪、大花白猪、金华猪、龙游乌猪、闽北花猪、嵊县花猪、乐平猪、杭猪、赣中南花猪、玉江猪、武夷黑猪、清平猪、南阳黑猪、皖浙花猪、莆田猪、福州黑猪
  - 江海型：太湖猪、姜曲海猪（江曲）、东串猪、虹桥猪、圩猪、阳新猪、台湾猪
  - 西南型：内江猪、荣昌猪、成华猪、雅南猪、湖川山地猪、乌金猪、关岭猪。
  - 高原型：藏猪
- 培育品种：有20多个，包括哈尔滨白猪、东北花猪、新淮猪、北京黑猪、上海白猪、伊犁白猪、赣州白猪、汉中白猪、三江白猪、新金猪、北京花猪、泛农花猪、山西黑猪等。
- 引进品种有巴克夏猪、中约克夏猪、大约克夏猪、苏白猪、克米洛夫猪、长白猪等。

目前在美国只有9个品种登记在册：巴克夏猪、切斯特白猪、杜洛克猪、漢普夏猪、海福特猪、長白猪、波中猪、花斑猪、約克夏猪。
在台灣的豬隻大體分為三大品系：
- 台灣外來種品系
  - 大規模飼養的肉豬、白豬，包括約克夏豬、藍瑞斯豬、杜洛克豬等。現在所飼養的白肉豬多是以上三品種雜交產生，稱為L(藍瑞斯豬)Y(約克夏豬)D(杜洛克豬)豬。
- 台灣原生種品系
  - 台灣家豬的原生種品系有，包括現存的桃園豬、頂雙溪豬、美濃豬、梅山豬和蘭嶼小耳豬等三品系；另外，早期台灣原住民飼養，消失或滅絕的品系有「小耳豬」、「小型長鼻豬」、「大型長鼻豬」等。
  - 在桃竹苖一帶客家農家兼養的桃園黑豬（面部皮皺），現在被列為國家保種動物之一。
  - 台灣原生種或在來種的蘭嶼小耳豬，據說荷蘭領台時，台灣的豬隻都屬此一品系，但目前十分珍稀，現在被列為國家保種動物之一。

### 养猪生产
猪生产学是动物科学中的一个重要分支，随着目前现代农业的发展，目前养猪生产正朝着集约化和机械化的方向发展。傳統家庭農場養豬的地方稱作豬圈；而在現代，有越來越多的豬被飼養在專門的養豬場當中。

## 用途

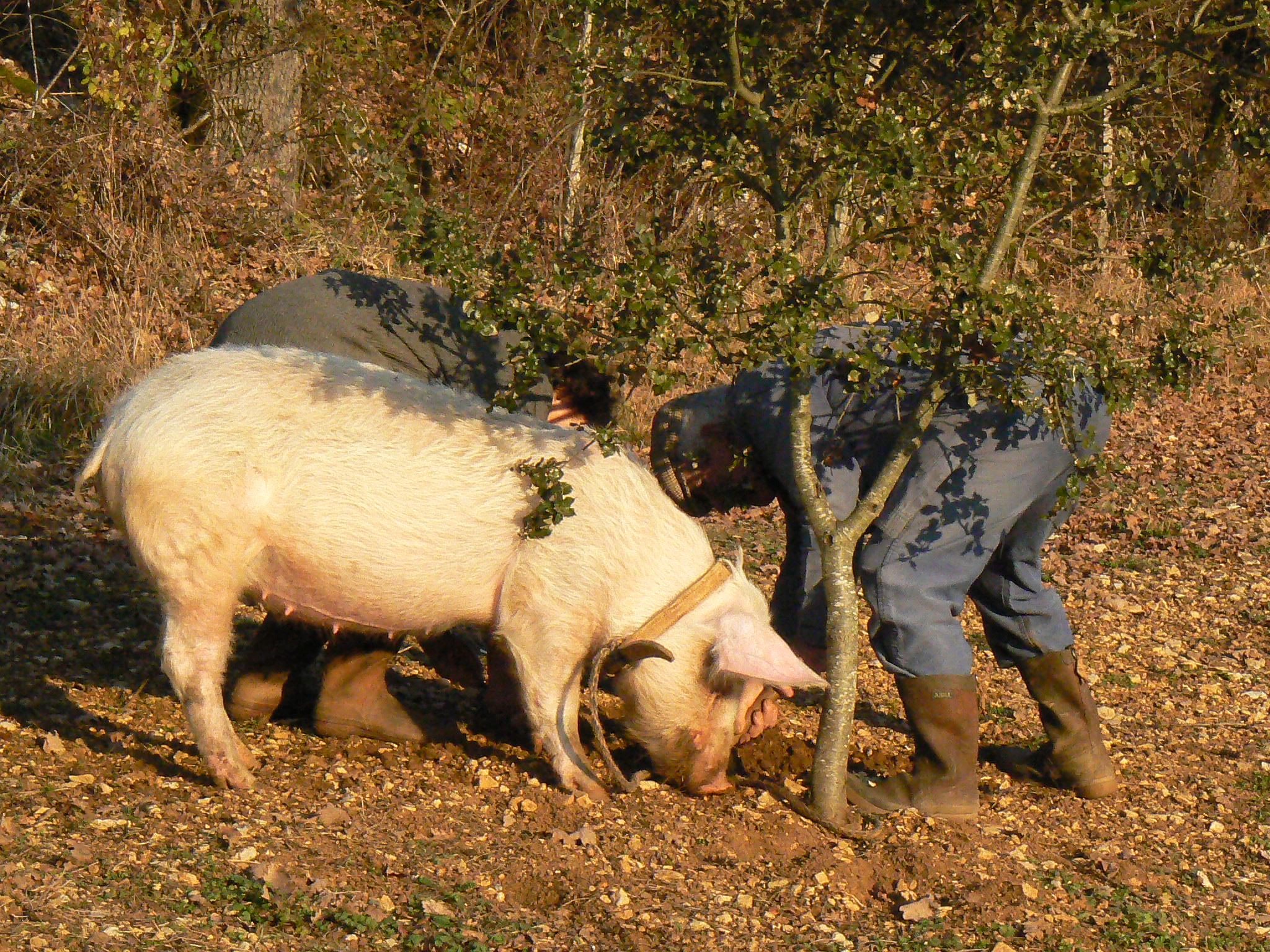
法国洛特省吉尼亚克的猪在尋找松露

人類飼養家豬主要是為了可食用的豬肉。其他從豬而來的食品有香腸、火腿、培根、煙肉、豬皮等。像豬肝、豬大腸、豬血等也會作為食物，在全球範圍內，豬也是僅次於雞和鴨，最常被屠宰取肉的動物，在2013年，全球有超過14億五千萬隻豬被屠宰取肉，將豬屠宰取食的行為又稱殺豬；不過猶太教及伊斯蘭教認為豬對人來說是不潔的（unclean to you），故禁食豬肉。
人類曾以豬奶作為食物，不過取得不易，因此沒有商業化的生產。托斯卡纳的Porcorino乳酪是用豬奶作的。
用做食物並非豬唯一的價值，在過去，人們會利用豬來尋找及挖掘松露。這是因為不管是天然松露还是人工种植的松露都生长在地下，採集並不容易，而且松露的氣味與誘發母豬性衝動的雄甾烯醇類似，因此母豬對松露最為敏感，可說是天生的松露獵人；不過也由於母豬非常喜歡松露，所以常直接將找到的松露吃掉，不易為採集人所控制；而且猪用鼻子拱开地面时会破坏松露的菌丝体，导致以后松露的产量下降，因此人們常常用狗代替豬來尋找松露。同時在1985年之后，意大利政府也禁止使用猪来发掘松露。
除了供食用和作为宠物，猪在人类生命科学和生物科学中的特殊价值。在所有动物中，猪的生理、生化、解剖、代谢、骨骼发育、心血管系统、消化系统等与人类最为接近，因此是医学研究（例如动物模型）和人类异种器官移植的最佳供体，也是药理、药效等制药方面的理想实验动物，猪基因组学、蛋白质组学、猪基因操作等技术的发展，已经为制备人源化转基因猪和人类疾病模型提供了条件。尤其是
小型猪（Mini Pig），在形态学、解剖学、生理学、生物、生化、饮食结构、营养代谢、染色体结构、基因结构和基因组序列等方面，都与人类具有较高的相似性。其中中国农业科学院北京畜牧兽医研究所原研究员冯书堂教授主持的五指山小型猪近交系研究已经产生第二十五代近交系小型猪（F25），其近交系数达到0.99519，而且已经进入以生命科学和医学研究为主的产业化开发阶段。

## 文化中的豬

### 名称

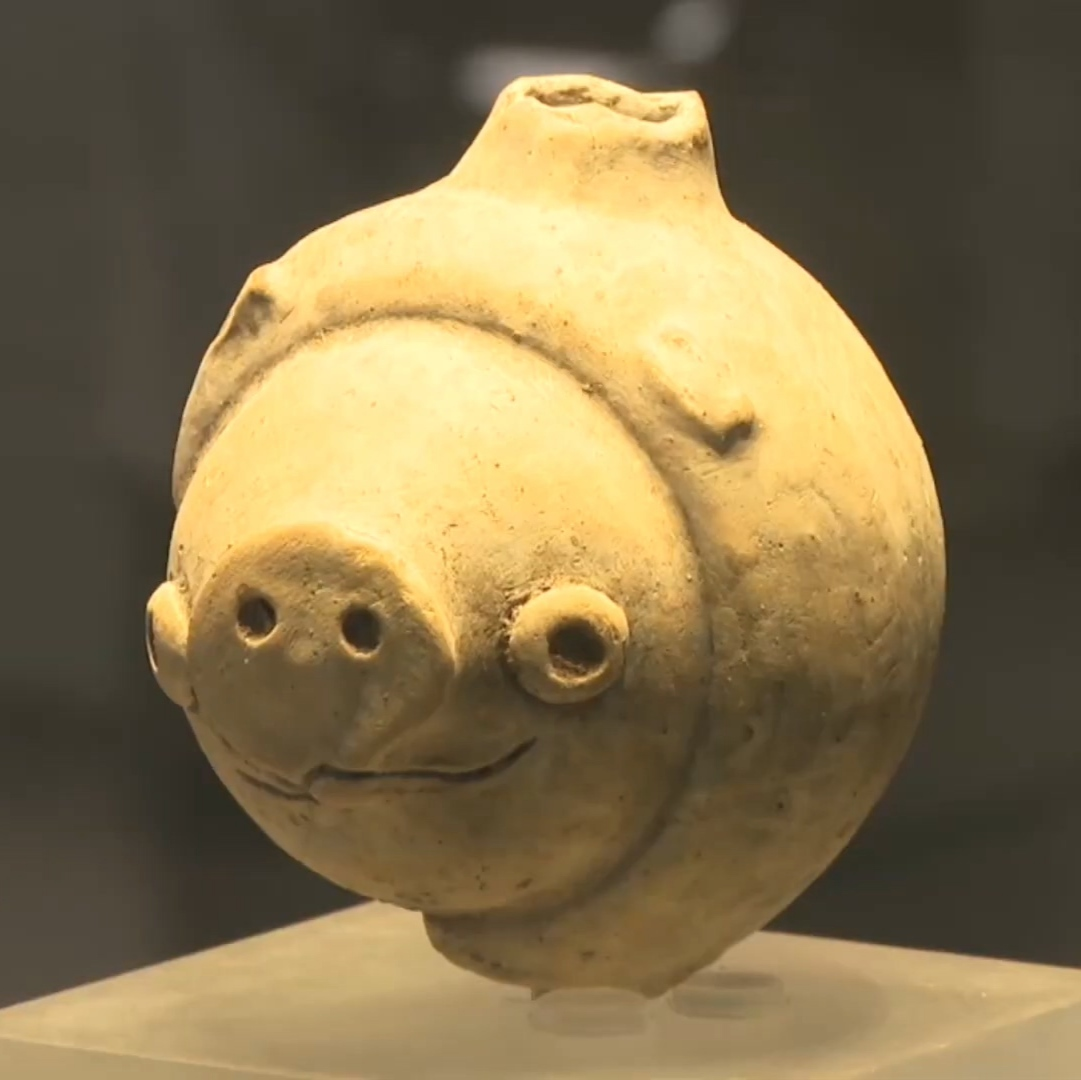
三星堆博物馆收藏商代晚期陶猪

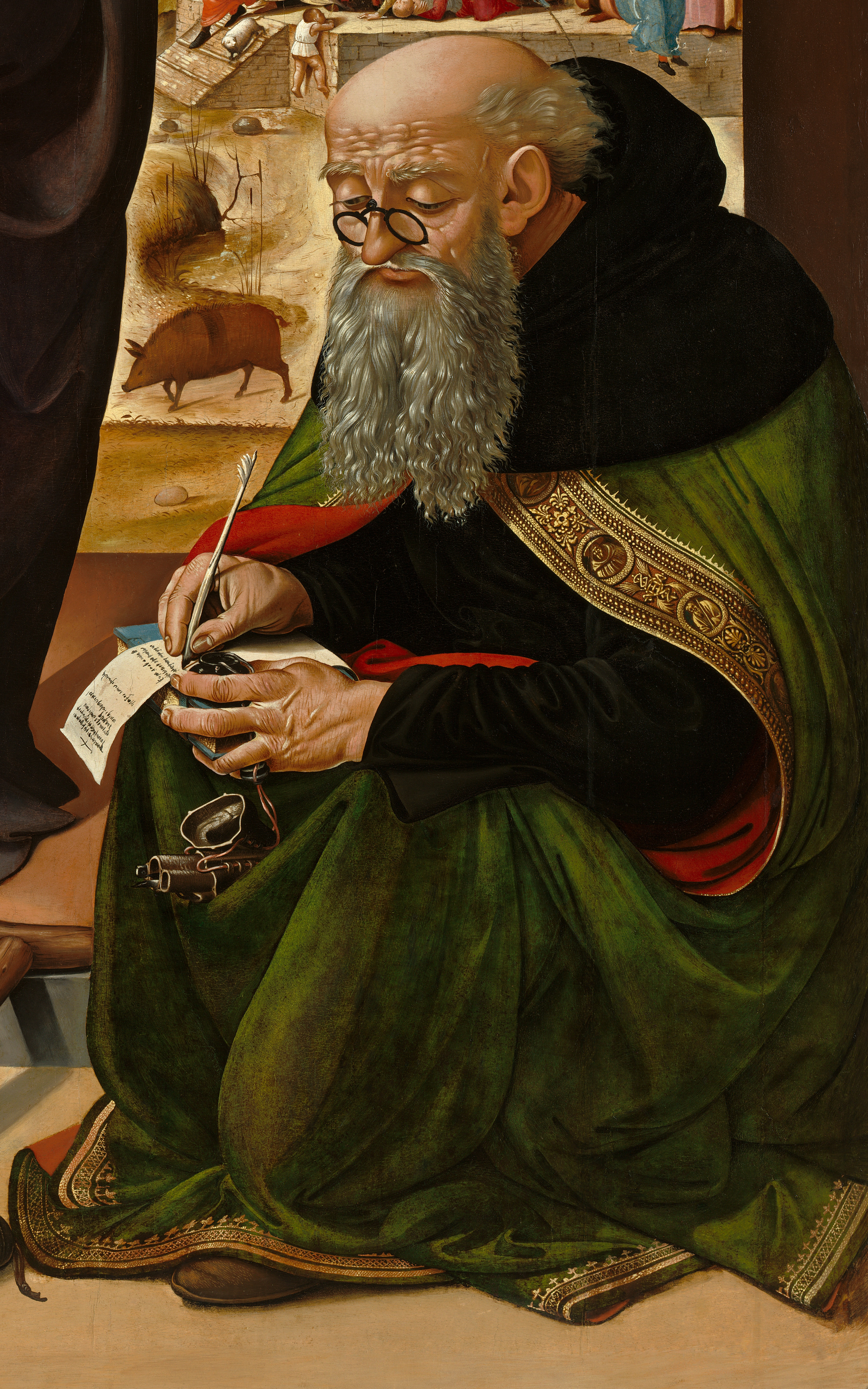
以豬作為背景的聖安東尼畫像，皮埃洛·迪·科西莫1480年的作品

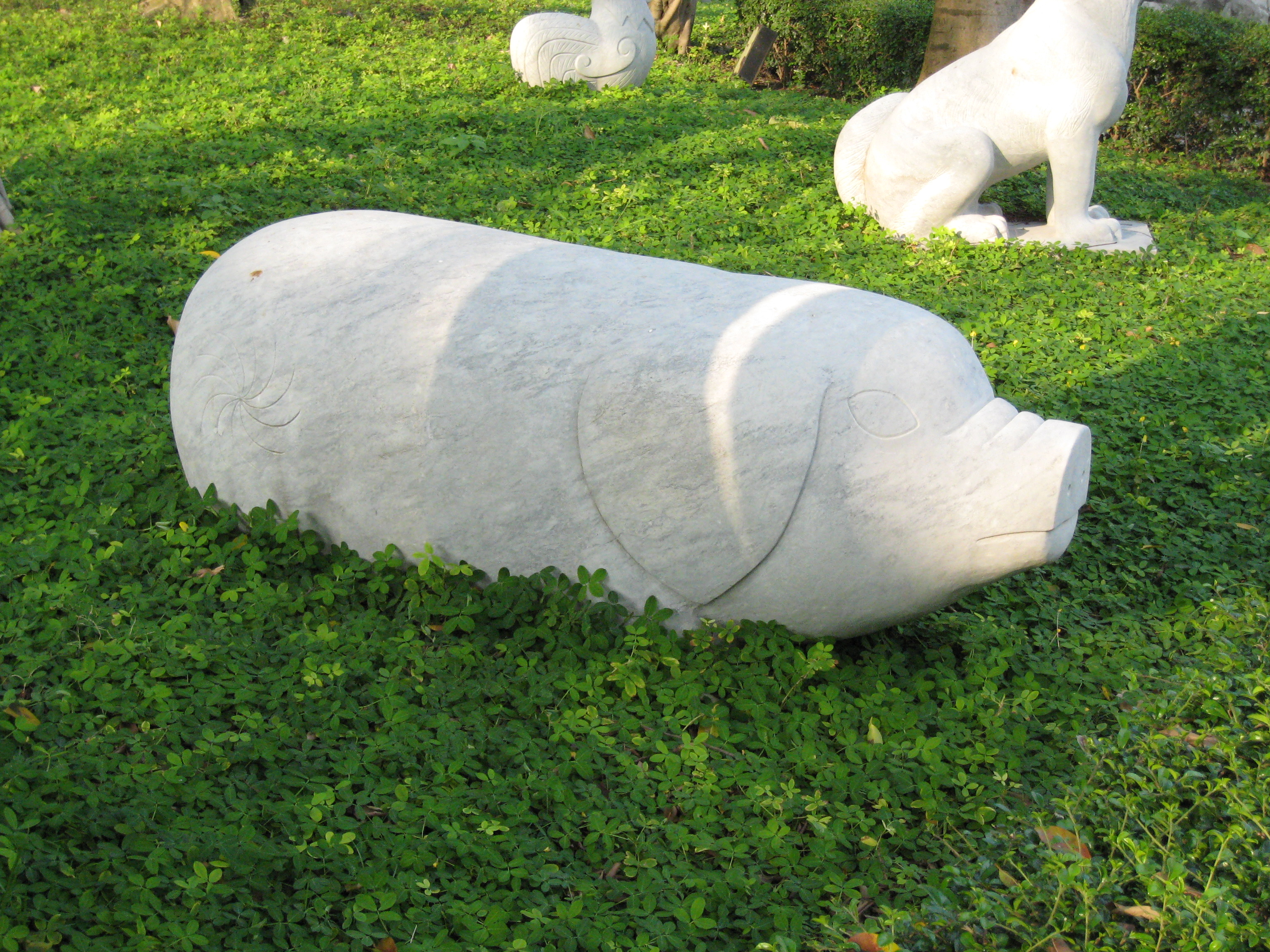
香港九龍寨城公園十二生肖像之豬

- 最初表示猪的汉字是象形字“豕”（粵音：ci2（始））。
- 形声字字则是後来造的，从豕者聲。而中國大陸的简化字将左边表示猪的“豕”旁改变为“犭”，作“猪”。
- 象形字“彘”本义指野猪，下方的“矢”字和两边的符号表示箭射入了野猪。[23]
- 在“豕”左边添加肉月旁的“豚”字，本义指专门为屠杀吃肉而蓄养的小猪，日語主要以此字稱呼家豬，日語中的「豬」專指野豬。
- 猪在中国家庭有着很重要的地位。从金文到楷書的“家”字中，宝盖头的下面均为“豕”。一般人将此字认为是会意字，从猪在屋下，因此认为在中国古代，家里养猪，无豬是不成家的。但实际上，根据《说文解字》：“家，居也。从宀，豭省声。”，因此，家实际上是形声字，下面的“豕”是声旁“豭”的简写，而豭念jiā，意为公猪。这种观点得到甲骨文的验证，甲骨文的“家”字有两种写法，一种是屋子下面的图像明確表示是一头公猪，并不是普通的“豕”字，而是「豖」字，肚皮下很清晰地添加了一个表示雄性生殖器的符号。另一种写法则是将该字简写为不带生殖器的“豕”字，成为后世通用写法。[24]
- 《尔雅·释兽》记载有：“彘，豬也。其子曰豚。一歲曰豵。”，所以「彘」、「豬」、「豚」、「豵」都是指猪。

### 民俗
逢年過節，到了豬年，民間有豬年吉祥話如下：
福相如豬、諸事順利、豬年吉祥、豬事大吉、諸事吉祥、豬入門，百福臻、金豬獻吉、金豬賀歲、金豬獻瑞、竹報平安，豬肥人富、春花百朵開，珠豬引金福、吉祥如豬、喜從豬來、豬豬平安、諸事如意、朱帨迎祥、豬年好運、金豬頌春、豬年旺旺來、豬年到，好運到。
中國畫史上，有“豬不入畫”之俗。1934年徐悲鴻為豬年畫一幅豬。

### 语言
- 因為人們對農場飼養的豬肥胖且骯髒的刻板印象之故，因此在漢語中，「豬」一詞有一定的負面含意，並常被用以羞辱他人；而其他一些和豬有關的詞彙，像是豬圈等，也有一定的負面比喻。
  - 像例如在清朝晚期，中國出身湖南寧鄉地區的反基督教仕紳周漢曾製作《謹遵聖諭辟邪全圖》，將耶穌給比做一隻豬，並取「天主教」的諧音，將基督教給稱為「天豬教」。
  - 在近代，在台灣「母豬」一詞更被部分男性用以指稱行為受到自己厭惡的女性，並因而衍生出「母豬教」一詞。
  - 在汉语中，“猪”、“猪头”、“猪头炳”、“猪头三”有时用来比喻、指称一些想法或做法被认为较为愚蠢的人。
  - 另外「豬」、「肥豬」常被用來指或身形肥胖或貪吃的人。像例如南朝宋的宋明帝劉彧，在登基為皇帝前，曾因體型肥胖之故，而被前廢帝劉子業給冠上「豬王」的稱號，並曾被劉子業當成豬一般地羞辱。
  - 豬有時候代表好色，台灣流行用“豬哥”（台語意为“用于配种的公猪”）一語代表好色的男性，「母豬」指好色的女性。《左傳》定公十四年，衛夫人南子與宋朝淫亂，“野人歌之曰：‘既定爾婁豬，盍歸吾艾豭？’”《太平廣記》卷二一六《張璟藏》條引《朝野僉載》云：“准相書：豬視者淫。”
- 南齊卞彬《禽兽决录》曰：“羊性淫而狠，猪性卑而率，鵝性頑而傲，狗性险而出，皆指斥当时贵势。羊淫狠谓吕文显，猪卑率谓朱隆之，鵝頑傲谓潘敞，狗险出谓吕文庶也。”这也是成语猪卑狗险的出处。
- 和漢語類似，英語中代表「豬」的「pig」一詞，也可用以指稱貪吃、好色、肥胖或衛生習慣不佳的人，且一樣有負面的意涵；此外，英語中的「pig」有時被用以作為警察的負面指稱。
- 不過在汉语中，豬並不總是負面的，“小猪”、“猪猪”、“傻猪”等詞語有时用来称呼可爱、亲密的人。
- 在台灣，閩南語中也有許多和豬有關的俗諺，像例如「死豬全家福，死牛全家碌」，其意思為「豬死掉的話，宰來吃全家有口福；牛死掉的話，全家做農事時就會變得比平常還忙碌」[26]；另外還有「在生一粒豆，卡贏死後拜豬頭」的說法，意思是說孝敬父母要趁父母還活著的時候進行。[27]

### 宗教
- 在古埃及，豬會被人和太陽神荷魯斯的對敵賽特聯想在一起。但當賽特在埃及人中不再受歡迎之後，養豬的人都被禁止進入廟宇。
- 在印度教，保護神毗濕奴曾化身為野豬去拯救地球，打敗了潛入海底的惡魔。
- 在佛教、道教，星辰之神摩利支天乘豕或七豕所拉之車。
- 在古希臘，母豬適合作為得墨忒耳的祭品，由於得墨忒爾是古代最大的女神，所以有祂自己喜愛的動物。而厄琉息斯秘儀的開始都會獻祭一隻豬。
- 猶太教和伊斯蘭教的教義中認為豬是不淨動物，因此禁止信徒食用任何的豬肉及其加工製品。基督復臨安息日會和其他某些基督宗派也都認為豬肉是不淨食物。曾經發生台灣雇主強迫要求印尼勞工吃豬肉，不吃則扣薪水，僱主因而被判刑八個月，引起國際人權及伊斯蘭教團體的注意。而東亞地區的郵局在豬年時也會提醒民眾不可以郵寄貼有豬圖案的郵票或信件、賀卡到伊斯蘭教為主的國家，以免觸犯其忌諱。
- 在基督宗教中的天主教，東正教和其他基督信仰團體，會將豬和聖安東尼聯想在一起，因為聖安東尼是養豬的人的主保聖人。
- 《聖經》舊約「利未記」第11章7節指出，“豬─因為蹄分兩瓣、卻不倒嚼，就與你們不潔淨。”
- 豬是亞洲十二生肖中排名第十二，對應地支中的亥。
- 扫墓时，除了会带上香烛、纸帛等祭品外，还会抬只乳猪去祭祖，烧乳猪在广东已有超过二千年的历史。在广东传统习俗中，烧猪或烧乳猪是各隆重场合的常用品。无论是新店开张、新剧开拍或是清明祭祖，都可常见抬出整只烧猪或烧乳猪作为祭祀用品。切烧猪有时更会是仪式的一部份，待仪式完成后，烧猪便会分给各参予者分享。清明分食乳猪等烧味食品，讲究的是“红皮赤壮”意头，寓意祖先保佑子孙身体强壮安健。婚嫁習俗中的三朝回門，新婚夫妻回娘家時亦會帶備乳猪，象徵着新娘的貞潔（豬與處音近）。[28][29][30]

### 娱乐作品
豬小姐、小猪宝贝、粉紅豬小妹及豬小弟都是電影或電視中豬的例子。像三隻小豬、小熊維尼中的小豬 (小熊維尼)、《夏洛特的网》中的韋柏、《西遊記》中的猪八戒、《动物庄园》中的豬都是文學中著名豬的例子。

## 延伸阅读
[在维基数据编辑]
 《欽定古今圖書集成·博物彙編·禽蟲典·豕部》，出自陈梦雷《古今圖書集成》

## 外部連結
- （繁體中文）台灣畜產種原知識庫（页面存档备份，存于）
- （繁體中文）中華民國養豬協會（页面存档备份，存于）
- （简体中文）《中国猪品种志》品种名录
- British Pig Association（页面存档备份，存于）
- Factory farming pigs - animal welfare site（页面存档备份，存于）
- The process of pig slaughtery（页面存档备份，存于）